# William G. Kaelin Jr.
William G. Kaelin Jr. (n. 23 noiembrie 1957, New York City, New York, SUA) este profesor de medicină la Harvard University și cercetător la Dana–Farber Cancer Institute. Laboratorul său studiază genele supresoare ale tumorilor. În 2016 i s-a decernat Premiul Lasker pentru cercetare medicală fundamentală. În 2019, a fost distins cu Premiul Nobel pentru Fiziologie sau Medicină, împreună cu Sir Peter J. Ratcliffe și Gregg L. Semenza, „pentru descoperirile lor asupra modului în care celulele simt și se adaptează la disponibilitatea de oxigen”.